# The Panoplist
The Panoplist est un magazine religieux fondé en 1805 par Jedidiah Morse, afin de défendre l'orthodoxie de la foi en Nouvelle-Angleterre, avec le missionnaire Jeremiah Evarts comme éditeur. Le nom complet de la publication en 1805 est The Panoplist (or the Christian's armory),. Son titre change à plusieurs reprises et devient The Panoplist, and missionary magazine united en 1808, The Panoplist and Missionary Herald en 1818 et enfin The Missionary Herald de 1821 à 1911. 

## Histoire
Tout au long de sa vie, le théologien Jedidiah Morse s'est préoccupé de controverses religieuses, soutenant l'orthodoxie de la foi de l'Église de Nouvelle-Angleterre contre les assauts de l'unitarisme. Son opposition obstinée aux visions libérales de la religion, lui vaut une certaine forme de persécution. Il est très actif en 1804, au sein d'un mouvement qui aboutit à l'élargissement de l'« assemblée générale des ministres Congrégationalistes du Massachusetts », et en 1805, s'oppose, sans succès, en tant que membre du Conseil de surveillance, à l'élection du libéral Henry Ware comme professeur à la Hollis Chair of Divinity (chaire de théologie Hollis) du Harvard College,. Cet évènement le pousse en 1805 à fonder The Panoplist (or the Christian's Armory), conducted by an association of friends to evangelical truth. 

### Renaissance du mouvement missionnaire
En Angleterre, l'entreprise missionnaire vit une renaissance, sous la direction de William Carey, les baptistes organisent la Baptist Missionary Society en 1792. L'année suivante, Carey part en Inde. Sous sa direction, la Serampore Mission est créée et le travail d'évangélisation, d'éducation et de traduction de la Bible est lancé. Les non-baptistes d'Angleterre s'organisent également en 1795. La Missionary Society qui deviendra plus tard la London Missionary Society envoie un nombre important de missionnaires dans l'océan Indien, le Pacifique et commence à travailler en Afrique du Sud. 
Les anglicans orthodoxes, qui ne se soucient pas de coopérer avec les non-conformistes, établissent, en 1799, la Church Missionary Society. Melville Horne, ancien aumônier en Sierra Leone, a publié en 1794 Letters on Missions, dans lequel il plaide auprès du clergé britannique pour le développement des missions. Cet ouvrage et ceux de la littérature missionnaire, comme les sermons de la London Missionary Society, atteignent les tout jeunes États-Unis, y sont republiés et passionnent la population. Les comptes-rendus du travail missionnaire sont publiés dans chaque numéro, ou presque, du Connecticut Evangelical Magazine, du Massachusetts Missionary Magazine et du Panoplist.